# Blaasjestransport
Blaasjestransport is een speciale vorm van actief transport waarbij grotere deeltjes in en uit de cel worden gebracht door middel van kleine blaasjes of vesikels. Dat kan in beide richtingen gebeuren. Daarom onderscheidt men twee soorten blaasjestransport: endocytose (waarbij stoffen in de cel worden opgenomen) en exocytose (afgifte van stoffen). Onder endocytose onderscheidt men twee vormen, namelijk: fagocytose en pinocytose. Bij fagocytose worden vaste deeltjes opgenomen, pinocytose is het verschijnsel waarbij vloeistoffen worden opgenomen. 